# Fulles d'herba
Fulles d'herba és un recull de poemes del poeta estatunidenc Walt Whitman. La primera edició fou publicada el 1855, i Whitman passà la major part de la seva vida professional escrivint i reescrivint aquesta obra, revisant-la múltiples vegades fins a la seva mort. Això resultà en un ventall d'edicions ben diferents al llarg de quatre dècades.
Els poemes de Fulles d'herba estan connectats vagament i representen la celebració de l'autor de la seva filosofia de la vida i de la humanitat. Aquesta obra és notable per la seva discussió del delit en plaers sensuals en una època en què tals exhibicions eren considerades immorals. On la poesia anterior utilitzava el simbolisme, l'al·legoria, i la meditació sobre temes religiosos i espirituals, Fulles d'herba (en particular la primera edició) exaltà el cos humà i el món material. Influenciat per Ralph Waldo Emerson i el moviment transcendentalista, una branca del Romanticisme, la poesia de Whitman elogia la naturalesa i el rol de l'humà individual en ella. No obstant això, de forma similar a Emerson, Whitman no disminueix el rol de la ment o l'ànima, sinó que eleva la forma humana i la ment humana, considerant ambdues dignes de lloança poètica.
Amb una excepció, els poemes no rimen ni segueixen les normes estàndard de la mètrica o la llargada dels versos. Entre els poemes de la col·lecció en destaquen "Song of Myself", "I Sing the Body Electric" i "Out of the Cradle Endlessly Rocking". Edicions posteriors inclouen l'elegia de Whitman a l'assassinat del president dels Estats Units Abraham Lincoln, "When Lilacs Last in the Dooryard Bloom'd".
Fulles d'herba sorgí arran d'un assaig titulat The Poet per Ralph Waldo Emerson, publicat el 1844, que expressava la necessitat dels Estats Units d'un poeta nou i únic que escrivís sobre les virtuts i els vicis del nou país. Whitman, al llegir l'assaig, es disposà a donar resposta a Emerson i començà a treballar en la primera edició de Fulles d'herba. Tot i això, Whitman restà importància a la influència d'Emerson, dient "Estava bullint, bullint, bullint; Emerson em portà a l'ebullició" (I was simmering, simmering, simmering; Emerson brought me to a boil).
El 16 de maig de 1855 Whitman registrà el títol Fulles d'herba i en rebé els drets d'autor. La primera edició fou publicada el 4 de juliol de 1855 a Brooklyn, a la impremta de Fulton Street que dirigien dos immigrants escocesos, James i Andre Rome, a qui Whitman havia conegut des dels anys 1840. Whitman assumí els costos de la primera edició. Aquesta primera edició fou ben curta, constituït per dos poemes sense títol en 95 pàgines. Whitman digué que tenia pensat que el llibre fos suficientment petit per a ser transportat en una butxaca, permetent que la gent el portés a sobre i el llegís a l'aire lliure. Se n'imprimiren 800 còpies, i l'única biblioteca que el comprà fou una biblioteca de Philadelphia. Els poemes de la primera edició, que foren titulats en posterior impressions, foren "Song to Myself", "A Song for Occupations", "To Think of Time", "The Sleepers", "I Sing the Body Electric", "Faces", "Song of the Answerer", "Europe: The 72d and 73d Years of These States", "A Boston Ballad", "There Was a Child Went Forth", "Who Learns My Lesson Complete?" i "Great Are the Myths".
El títol Fulles d'herba fou un joc de paraules. "Grass" (herba) fou un terme que les editorials utilitzaven per referir-se a obres de poc valor i "leaves" (fulles) era una manera de referir-se a les pàgines en què s'imprimí l'obra.
Whitman envià una còpia de la primera edició de Fulles d'herba a Emerson, qui havia inspirat la seva creació. En una carta a Whitman, Emerson digué que considerava que era la més extraordinària obra d'enginy i saviesa que Amèrica havia contribuït fins aleshores. Aquesta resposta positiva d'Emerson inspirà Whitman a produir una segona edició més extensa.
En funció de com es diferencia entre reimpressions i edicions, hi ha hagut sis o nou edicions de Fulles d'herba. Els acadèmics que consideren que una edició inclou un text completament nou compten les edicions de 1855, 1856, 1860, 1867, 1871-72 i 1881. Altres afegeixen les edicions de 1876, 1888-89 i 1891-92 (l'edició deathbed, "llit de mort").
Whitman preparà l'edició final de Fulles d'herba durant les acaballes de 1891. El gener de 1892, dos mesos abans de la mort de Walt Whitman, el Herald de Nova York anuncià de part de Whitman que l'obra Fulles d'herba havia estat finalment completada en la seva última edició, i li agradaria que aquesta substituís absolutament totes les versions anteriors. L'edició final conté quasi 400 poemes.